# Техасская резня бензопилой: Кожаное лицо
«Техасская резня бензопилой: Кожаное лицо» (англ. Leatherface) — американский слэшер 2017 года режиссёров Жюльена Мори и Александра Бустильо, снятый по сценарию Сета М. Шервуда. Главные роли исполнили Стивен Дорфф, Ванесса Грасс, Сэм Страйк и Лили Тейлор. Это восьмая часть франшизы «Техасская резня бензопилой», которая является приквелом к оригинальному фильму «Техасская резня бензопилой» 1974 года и его сиквелу «Техасская резня бензопилой 3D» 2013 года. Картина рассказывает историю происхождения главного антагониста всей франшизы Кожаного лица.
После финансового успеха фильма «Техасская резня бензопилой 3D» режиссёр Джон Льюсенхоп приступил к разработке сиквела, который планировалось снимать в Луизиане, однако он не получил разрешения на продолжение. Чтобы избежать путаницы в предыдущих фильмах и пойти в неожиданном направлении, Сет М. Шервуд предложил компании Millennium Films снять «Техасскую резню бензопилой: Кожаное лицо» сделав фильм приквелом, в котором главный герой, находясь в психически здоровом состоянии, переживает травму, которая превращает его в убийцу с повреждённым рассудком, каким он предстаёт во всех фильмах франшизы. Мори и Бустильо согласились стать режиссёрами после прочтения сценария, который впечатлил их своим уникальным подходом к давно существующей франшизе. Действие фильма происходит в рамках канона, установленного фильмами «Техасская резня бензопилой» и «Техасская резня бензопилой 3D», но хронологически происходит до этих двух фильмов.
Основные съёмки начались в Болгарии в мае и июне 2015 года, локации и съёмочные площадки были выбраны за их сходство с местностью Техаса. После того, как в 2016 году Lionsgate Films временно отложила фильм, 21 сентября 2017 года он был эксклюзивно выпущен на канале DirecTV, а также в ограниченный прокат в России и позже в некоторых других странах. Фильм получил в целом неоднозначные отзывы кинокритиков и собрал 1 476 843 долларов по всему миру. Lionsgate и Millennium Films потеряли права на производство будущих фильмов по франшизе «Техасская резня бензопилой» из-за задержки релиза.

## Сюжет
В 1955 году супруги Бетти Хартман и Тед Хардести едут по просёлочной дороге, когда им навстречу попадается раненый ребёнок Джедидайя Сойер. Пытаясь помочь ему, Бетти следует за ним в полуразрушенный сарай, где её тут же убивает его жестокая и садистская семья. Её отца, шерифа Хартмана, вызывают на место преступления, где он в шоке обнаруживает, что его дочь мертва. Несмотря на усилия матриарха семьи Верны Сойер, Хартман в качестве мести Сойерам берёт Джедидайю под стражу и отправляет его в психиатрическую лечебницу, известную как «Молодёжный исправительный дом Гормана».
Десять лет спустя в доме Гормана, где пациентам дают другие имена, чтобы избежать общения с их семьями, медсестра Элизабет Уайт налаживает связь с мальчиком по имени Джексон. Позже Верна появляется в учреждении с предписанием разрешить её семье посещать Джедидайю, но получает отказ от директора учреждения, доктора Лэнга. На выходе из здания она устраивает беспорядок, что приводит к бунту, в ходе которого погибают многие медсёстры и пациенты. Элизабет спасает Джексон, который выводит её на улицу, где их берут в заложники сбежавшие пациенты Айк и Кларис. Там же они встречают другого пациента Бада и его тоже забирают с собой.
Вместе они приезжают в закусочную, где Айк и Кларис ссорятся с официанткой Тэмми, после чего устраивают там драку и перестрелку. Хартман прибывает на место и выясняет, что один из сбежавших заключённых на самом деле Джедидайя Сойер. В ту ночь беглецы укрываются в заброшенном трейлере. Полагая, что все спят, Элизабет пытается сбежать, но Айк останавливает её. Затем он вступает в драку с Джексоном и оскорбляет Бада, в результате чего, тот убивает Айка. На следующее утро Кларис замечает, что Айк пропал, и отправляется на его поиски. Пока она бродит по лесу её задерживает Хартман, который уже напал на след беглецов. В результате ссоры Хартман убивает Кларис прямо на глазах у других полицейских, её убийство видят и беглецы. В ужасе Элизабет убегает с Джексоном. Когда мимо проезжает полицейская машина, Элизабет кричит о помощи, и помощник шерифа замечает их.
Помощник шерифа пытается вызвать подкрепление, завязывается драка, в результате которой погибает Бад. Разъярённый Джексон убивает помощника шерифа. В панике Джексон и Элизабет угоняют его машину и пытаются добраться до безопасного места, но их преследует обезумевший Хартман. Он открывает по ним огонь, и одна из пуль рассекает лицо Джексона, а другая ранит Элизабет, в результате чего машина съезжает с обочины. Позже, ночью, Элизабет приходит в себя в амбаре, где была убита Бетти Хартман, и обнаруживает, что она и Джексон находятся в заложниках у шерифа Хартмана. Планируя убить их, он с ликованием сообщает Элизабет, что Джексон на самом деле Джедидайя Сойер. Однако семья Сойеров прибывает, чтобы спасти беспомощного Джедидайю, избивает Хартмана и забирает всех троих в плен.
Вернувшись в дом Сойеров, Верна сшивает остатки лица Джедидайи и надевает намордник, чтобы удержать их вместе. Затем она ведёт его в комнату, где его братья и сёстры держат в плену Элизабет и Хартмана. Верна дарит Джедидайи бензопилу, и Элизабет с ужасом наблюдает, как он расчленяет Хартмана. Пока семья празднует, Элизабет убегает в лес, а Сойеры пускаются в погоню. Она почти убегает, но попадает в медвежий капкан. Её находят Джедидайя и Верна, Элизабет пытается взывать к сочувствию Джедидайи, а Верна подталкивает его убить девушку, чтобы защитить их семью. Не в состоянии вспомнить события, предшествовавшие ранению, Джедидайя начинает прислушиваться к мольбам Элизабет, но убивает её после того, как она оскорбляет Верну. На следующее утро Верна сжигает улики, свидетельствующие о событиях предыдущей ночи, а другие Сойеры скармливают останки своих жертв свиньям. В подвале дома Джедидайя делает маску из лиц Хэла Хартмана и Элизабет, надевает её перед зеркалом и наносит губную помаду. Фильм заканчивается тем, что он разбивает зеркало при виде своего отражения.

## В ролях
- Стивен Дорфф в роли техасского рейнджера Хэла Хартмана[10][11]. Хартман обезумевший техасский рейнджер, который преследует Кожаное лицо и его семью, чтобы отомстить за убийство своей дочери. Дорфф описал «Техасскую резню бензопилой: Кожаное лицо» как фильм о борьбе за выживание и возмездии для своего героя, но «вам хочется держаться подальше от Сойеров и не сталкиваться с ними». Режиссёры предоставили ему право развивать персонажа так, как он представлял его себе, читая сценарий[12].
- Ванесса Грасс в роли Элизабет «Лиззи» Уайт, медсестра, работающая в «Молодёжном исправительном доме Гормана», которая тесно общается с Джексоном[13].
- Сэм Страйк[англ.] в роли Джедидайи Сойера / Джексона, одного из четырёх заключённых, сбежавших из психиатрической клиники, и в конце после пережитых трагедий, разрушивших его психическую устойчивость, ставшего Кожаным лицом[14][15][16]. Страйк присоединился к работе над фильмом после прочтения сценария, который, по его мнению, для фильма ужасов был очень характерным. Он почувствовал, что необходимо создать контраст между двумя личностями его персонажа, чтобы показать, как добрый человек может стать таким убийцей: «Это может случиться с каждым. В нём это было заложено матерью, но он был во власти своего окружения». Из уважения к оригинальному фильму Страйк включил в свою роль некоторые моменты из него, но хотел дать свою собственную интерпретацию, а не подражать тому, что было раньше. Чтобы сделать трансформацию персонажа более правдоподобной, Страйк намеренно пытался набрать физическую массу перед съёмками, чтобы казаться физически более угрожающим. Он сказал: «Я старался есть как можно больше, чтобы чувствовать себя физически сильным. Бензопилы очень тяжёлые, особенно те, которые были произведены в 50-х и 60-х годах»[17]. Страйк считал, что вспышки ярости персонажа на протяжении всего фильма способствовали его окончательному превращению в монстра. Он разработал «боевой клич» для каждого случая, когда Кожаное Лицо выходил из себя[18].
- Лили Тейлор в роли Верны Сойер[19], матери Джедидайи и матриарха семьи Сойеров[20]. По словам Тейлор: «что меня привлекло в „Кожаном лице“, так это разговор с режиссёрами… Они хотели сделать нечто среднее между „Пустошами“ Терренса Малика и „Девственницами-самоубийцами“, и я подумала: „Я с вами“, потому что мне нравятся такие вещи, которые делают люди, продвигающие жанр настолько далеко, насколько они могут его продвинуть»[12]. Тейлор решила больше сосредоточиться на материнских инстинктах Верны в отношении своей семьи, чем на её методах убийства, при этом героиня не отрицает или разделяет своё материнство и убийства[21]. В фильме Тейлор опять играет вместе со Стивеном Дорффом, до этого они уже снимались вместе в 1996 году в фильме «Я стреляла в Энди Уорхола»[22].
- Кристофер Адамсон в роли доктора Лэнга. Возобновление интереса Кристофера Адамсона к жанру фильмов ужасов произошло после того как он посмотрел «Франкенштейн» 1931 года. Чтобы подготовиться к роли Кожаного лица, он специально посмотрел оригинальную «Техасскую резню бензопилой» и её ремейк 2003 года, отдав предпочтение первому: «Он показался мне невинным по сравнению с некоторыми фильмами с расчленёнкой, над которыми я иногда работал»[23].
- Финн Джонс в роли помощника шерифа Хэла Хартмана[24].
- Джеймс Блур[англ.] в роли Айка[13][25].
- Джессика Мэдсен в роли Клариссы[26]. Кларисса — одна из сбежавших заключённых. Первоначально она задумывалась как дань уважения Чоп-Топу Сойеру, персонажу из фильма «Техасская резня бензопилой 2», но позже была превращена в самостоятельного героя. Сценарист Сет Шервуд заявил, что «ДНК» Чоп-Топа присутствует в Клариссе, а также назвал его своим любимым Сойером. Вариация Чоп-Топа была добавлена в связи с уменьшением роли семьи в ранних черновиках сценария, но была удалена, когда создатели фильма начали чувствовать, что она была скорее является «копией», чем подлинной данью уважения[27]. Версия Клариссы, которая в итоге появилась в фильме, возникла, когда Шервуд представил себе «образ маленькой девочки с косичками, сжигающей свой дом с родителями внутри». Шервуд назвал исполнение Джессики Мэдсен самым точным из всех, что он представлял себе во время работы над фильмом[28]. Решив, что Кларисса «гораздо больше, чем просто пироманьяк», Жюльен Мори и Александр Бустильо убрали сцены с её предысторией, например, о том, как она впервые применила огонь в качестве оружия, о её пристрастии к огню и об исчезновении её семьи. Большую часть фильма неясно, кто из заключенных на самом деле является Джедидайей Сойером, тем самым Кожаным лицом. Мори и Бустильо даже подумывали о том, чтобы дать зрителям понять, что Кларис может стать титульным персонажем: «Это была не такая уж безумная идея, учитывая страсть Кожаного Лица к платьям и макияжу в предыдущих фильмах»[29][30].
- Сэм Колман в роли Бада, огромного душевнобольного, который сбегает из лечебницы вместе с Джексоном, Клариссой и Айком[13][20].

Кроме того, Юлиан Костов играет в фильме роль Теда Хардести, отца Салли и Франклина Хардести, последней выжившей девушки и её брата из оригинального фильма «Техасская резня бензопилой». Нуббинса Сойера, старшего брата Кожаного лица, известного просто как «Автостопщик» в фильме играет Деян Ангелов. Лорина Камбурова исполняет роль дочери Хэла Хартмана, смерть которой приводит сюжет в движение, а Борис Кабакчиев играет Джедидию Сойера в детские годы.

## Производство

### Концепция и разработка
«В некотором смысле, за маской ничего нет. Именно поэтому, я думаю, он такой пугающий персонаж. По словам Тоуба и Кима, причина, по которой он носил маску, заключалась в том, что маска действительно определяла его личность. Так, когда Повар приходит домой с Салли, Кожаное Лицо надевает маску „Старая леди“ и фартук; он хочет быть домочадцем. За ужином он надевает другое лицо — „Красотку“, которая накрашена. На самом деле, за маской Кожаное Лицо был очень прост — он убивал всё, что попадалось под руку, он слушался своих братьев, он любил своего дедушку».
В январе 2013 года стало известно, что в связи с успехом фильма «Техасская резня бензопилой 3D» компания Millennium Films начала планировать продолжение фильма под названием «Техасская бензопила 4», съёмки которого должны были начаться в конце 2013 года в штате Луизиана. Глава компании Millennium Films Ави Лернер заявил, что данный проект был ему предложен продюсерами Кристой Кэмпбелл и Лати Гробман, и что Millennium подписала контракт на производство, а Lionsgate будет распространять готовый продукт. Исполнительный продюсер Марк Бург, разработавший сценарий сиквела вместе с Джон Льюсенхопом и Карлом Маззоконе, пояснил, что анонс был сделан преждевременно и не был утверждён: «Права контролируются [Маззоконе] и компанией Main Line Pictures, что бы ни говорили Millennium… Они не имеют права объявлять этот сиквел». Идея приквела возникла, когда голливудский сценарист и продюсер Сет М. Шервуд получил возможность предложить фильм студии. Недовольный несоответствиями в преемственности франшизы, он решил снять фильм франшизы, который не был бы просто продолжением оригинала: «Моя идея всегда заключалась в том, чтобы сделать фильм совершенно нестандартным и непохожим на другие. К счастью, они тоже были заинтересованы в этом направлении». Сценарий был написан как история о личности, основанная на рассказах Тоуба Хупера и Гуннара Хансена о том, что персонаж Кожаное лицо полностью лишён индивидуальности, помимо масок, которые он носит, и того, что его семья полностью его контролирует и командует им. Шервуд решил не делать Кожаное лицо умственно отсталым, посчитав, что история о нормальном человеке, у которого лишь снижены умственные способности, более увлекательна. Продюсер Лес Уидон заявил, что основными мотивами для принятия предложения было желание перезапустить франшизу, а также показать, как появилось Кожаное лицо. Несмотря на предпосылку фильма о становлении героя, сорежиссёр Жюльен Мори счёл важным сохранить некоторую таинственность главного героя, рассматривая фильм как «моменты из его юных лет», а не как разбор всего его прошлого.

### Подготовка к производству
13 августа 2014 года было объявлено, что Шервуд напишет сценарий фильма, под названием «Кожаное лицо». 31 октября 2014 года для постановки фильма были наняты Жюльен Мори и Александр Бустильо, которые восхищались тем, насколько фильм будет отличаться от предыдущих частей: «Когда мы впервые получили сценарий, мы были очень удивлены, в хорошем смысле, что сценарий пошёл по другому пути. Не каждый день выпадает возможность увидеть Кожаное лицо уже на первой странице». Продюсер Уэдон пояснил, что режиссёры были выбраны из-за их «идеального видения» и «остроты их истории». После подписания проекта Мори и Бустильо попросили переписать сценарий, в чём Шервуд их поддержал. Общая структура сюжета осталась прежней, хотя режиссёры хотели, чтобы сценарий соответствовал их видению. Почти каждая сцена смерти была изменена, а финал, в котором Кожаное Лицо убивает своей бензопилой не менее тридцати человек, был изменён, так как они сочли его слишком затянутым и не соответствующим их характеру. В марте и апреле 2015 года к актёрскому составу присоединились Сэм Страйк, Джеймс Блур, Стивен Дорфф и Джессика Мэдсен. 5 мая 2015 года было объявлено, что Лили Тейлор заменит Анджелу Беттис, которая выбыла из-за конфликта расписания. На следующий день к актёрскому составу присоединилась Ванесса Грасс на роль Лиззи.

### Съёмки
«Оригинальный фильм „Кожаное лицо: Техасская резня бензопилой 3“, взял идею изолированности глубинки из оригинала и расширил её в десять раз. Я всегда думаю о местах действия этого фильма — заросших кустарником пустошах и отдалённых придорожных поселениях — как о другом мире, в некотором роде тёмной сказочной стране. Я наполнил свою историю похожими местами, чтобы передать схожее настроение».
Основные съёмки начались 18 мая 2015 года в Болгарии. Болгария была выбрана исходя из бюджетных соображений, так как у Millennium Films там находилась студия. Чтобы передать эпоху 1960-х годов, в которой происходит действие фильма, на съёмочные площадки были отправлены автомобили, смоделированные в соответствии с тем историческим периодом. Места съёмок также были выбраны с учётом эстетики диких, открытых полей и кустарников, напоминающих техасский пейзаж. Шервуд охарактеризовал визуальный и художественный стиль фильма фразой «пустошь и кровь». В дополнение к жестоким убийствам, предусмотренным сценарием, режиссёры Бустильо и Мори по ходу съёмок добавляли и другие убийства, причём то, в результате которого Кожаное лицо создало себе маску из кожи, Шервуд назвал своим любимым. Для большей натуралистичности показанных убийств, трупов и крови использовались практические эффекты; большая часть бюджета была потрачена на создание реалистичной коровьей туши, которая должна была выглядеть неотличимо от настоящего животного. При необходимости использовалась компьютерная графика, но ею старались не злоупотреблять. Для съёмок были созданы две бензопилы — резиновая и электрическая. Резиновая бензопила была использована для безопасности актёров. Кроме того, в сцене после смерти доктора Ланга был использован реалистичный манекен его окровавленного трупа. «Кожаное лицо» был снят нарочито жестоким в ответ на критику фанатов фильма «Техасская резня бензопилой 3D», в котором по их мнению не хватало насилия. Лати Глобман сказала по этому поводу: «Жестокость не всегда главное в фильмах ужасов, хотя её будет много, она должна быть психологически сложной и извращённой». В то время как пять из семи фильмов «Техасской резни бензопилой» были сняты в Техасе, один в Калифорнии и один в Луизиане, съёмки в Болгарии — это первый случай, когда фильм снимался за пределами США. Съёмки продолжались до июня 2015 года, в общей сложности двадцать семь дней.
Шервуд вписал некоторые места действия фильма в сценарий в качестве дани уважения фильму «Кожаное лицо: Техасская резня бензопилой 3» (1990). Ферма Сойеров являлась одним из ключевых мест действия в третьей части франшизы, для нового фильма она была перестроена так, чтобы в точности напоминать ферму показанную в первой части 1974 года. Изначально планировалось, что ферма будет использоваться редко, пока Шервуд не обсудил этот вопрос с режиссёрами Мори и Бустильо, которые посчитали, что если уж строить культовое место, то его следует использовать по максимуму. Третий акт, действие которого в основном происходит в доме на ферме, был перестроен в отличие от того, как он был предусмотрен в сценарии. Оператор Антуан Санье отметил, что съёмки фермы Сойеров были особенно увлекательными, поскольку это было реальное место, которое, по его мнению, в предыдущих фильмах всегда было частично тёмным или скрытым.

### Хронология фильмов
Являясь прямым приквелом к фильму «Техасская резня бензопилой» (1974), «Техасская резня бензопилой: Кожаное лицо» был написан Шервудом как предыстория к серии фильмов в целом. Он намеренно дистанцировал фильм от ремейка «Техасской резни бензопилой» (2003) и его приквела «Техасская резня бензопилой: Начало» (2006), при этом уважительно относясь к событиям оригинального фильма и его различных сиквелов. Некоторые имена персонажей, такие как Дрейтон, Нуббинс и фамилия Сойер, были взяты из фильма «Техасская резня бензопилой 2» (1986). На создание безумного полицейского Хэла Хартмана вдохновил Лефти Энрайт, техасский рейнджер из второй части франшизы. Хэл Хартман — отец Берта Хартмана, персонажа мстящего семье Сойеров, который впервые появился в фильме «Техасская резня бензопилой 3D» (2013). Персонаж Верна Сойер появлялся в фильме «Техасская резня бензопилой 3D» и был сыгран Мэрилин Бёрнс. Шервуд подтвердил, что канон фильмов «Техасская резня бензопилой», снятых Lionsgate Pictures и Millennium Films, в хронологическом порядке состоит из «Кожаного лица», «Техасской резни бензопилой» и «Техасской бензопилы 3D». По его замыслу, «Кожаное лицо» должно быть доступно зрителям, которые никогда не видели предыдущих фильмов, чтобы они могли смотреть серию в порядке хронологии, не путаясь.

## Релиз
Первоначально выход фильма «Кожаное лицо» был запланирован на 2016 год, но не состоялся. Несмотря на то, что работа над фильмом была завершена, он был временно отложен компанией Lionsgate Films. Шервуд предположил, что студия могла бояться, что они не смогут вернуть свои инвестиции после того, как ещё один фильм не оправдал надежд, но признался, что у него нет конкретного объяснения задержки: «Странным образом я начал романтизировать идею о том, что он станет каким-то легендарным потерянным фильмом. Он был бы желанным — что-то, о чём говорят, что-то, что люди пытаются придумать, как увидеть, что-то, что появится на потрёпанном неиспользованном носителе на конвенте лет через 50». Фильм под названием «Кожаное лицо» был выпущен компанией Lightning Pictures в Великобритании в январе 2017 года, и на обложке была изображена фигура в маске с бензопилой. Однако этот фильм не был приквелом «Техасской резни бензопилой», это оказалось переиздание не связанного с ним фильма «Игра в куклы: Жажда крови». Релиз на домашних носителях был раскритикован прессой как попытка ввести потребителей в заблуждение, заставив поверить, что это приквел «Техасской резни бензопилой». Уильям Биббиани на сайте Blumhouse.com написал: «Фильмы ужасов нередко берут новые названия, чтобы воспользоваться различными тенденциями, но этот фильм выходит за рамки мокбастеров, которые пытаются обмануть вас и заставить думать, что это настоящий фильм, и просто берёт название ожидаемого фильма ужасов». Режиссёр «Игры в куклы» Рене Перес извинился за смену названия, заявив, что это было решение дистрибьютора.
В мае 2017 года продюсер Криста Кэмпбелл заявила, что приквел выйдет в октябре 2017 года. Премьера фильма состоялась на фестивале FrightFest 2017 25 августа, затем последовал эксклюзивный релиз через спутниковый сервис DirecTV 21 сентября и широкое распространение через видео по запросу и ограниченный кинотеатральный прокат 20 октября, собрав в мировом прокате 1 476 843 долларов. Он также был выбран в качестве участника программы кинофестиваля Screamfest Horror Film Festival 2017, который проходил с 10 по 19 октября 2017 года в Китайском театре TCL, а также кинофестиваля Nightmares Film Festival 19 октября. Фильм вышел на платформах домашнего видео, а также на Blu-ray, DVD и цифровых носителях 19 декабря 2017 года. В Российский прокат фильм вышел под названием «Техасская резня бензопилой: Кожаное лицо», вместо оригинального «Кожаное лицо» (англ. Leatherface) 21 сентября 2017 года, дистрибьютором выступила фирма «Каскад фильм». Кассовые сборы в России составили 11 749 843 рублей. На DVD в России фильм был выпущен компанией «НД Плэй» в том же году.

## Критика
Стивен Далтон из The Hollywood Reporter назвал фильм «уважительной историей происхождения давней франшизы ужасов „Техасская резня бензопилой“», а также похвалил актёрские работы Стивена Дорффа и Лили Тейлор. Бенедикт Сил из Variety назвал «Кожаное лицо» неоднозначным фильмом, но также считает, что, будучи движимым больше сюжетом, чем жестокостью, это была хорошо сделанная попытка исправить курс всей франшизы; он считает, что ничто не может по-настоящему сравниться с оригинальным фильмом. Bloody Disgusting поставил фильму оценку 3,5/5, заявив, что «Бустильо и Мори сняли лучший фильм франшизы за последнее время». Сайт предположил, что уклонение фильма от тропов слешеров могло привести к тому, что он не получил широкого проката, но всё же счёл его достаточно увлекательным.
Оценив фильм в 4/5 звезд, Дженни Кермод из Eye for Film нашла «Кожаное лицо» менее кровавым, чем предыдущие части, что, по её словам, он может разочаровать некоторых поклонников ТРБ, но в то же время считает, что история, в основе которой лежит ужас, компенсирует это. Стейси Уилсон из Dread Central была обескуражена графикой и сюжетными дырами в фильме, но высоко оценила актёрскую игру и операторскую работу, поставив ему 3/5 звёзд. Антон Бител из SciFiNow оценил, что, несмотря на чрезмерное насилие, фильм и близко не подошёл к качеству первого фильма «Техасская резня бензопилой», но добавил: «Если „Никто не связывается с нашей семьёй“ — это главный посыл, то Мори и Бустильо, безусловно, сохраняют уважительную преемственность в стремлении воссоздать старую семью»". Журналист ComingSoon.Net Джерри Смит дал положительную оценку приквелу, он назвал его самым зрелищным фильмом со времён оригинала. По его мнению, «действительно ли нам нужна ещё одна история происхождения иконы ужасов, и если да, то будет ли это объяснение чем-то таким, чего мы не видели раньше? Ответы на эти вопросы довольно свежие». Далее он противопоставил историю возникновения фильма, картине «Техасская резня бензопилой: Начало», как сумевшую признать предыдущие фильмы без ощущения принуждения. Мэтью Тернер из V.O.D.zilla поставил оценку 6,2, отметив, что «Кожаному лицу» не хватало фактора страха оригинала, но фильму помогает жестокость, визуальный стиль и актёрская игра. Дмитрий Сосновский с сайта «Российской газеты» пишет, что «со своими жанровыми обязанностями лента вполне справляется», также он отмечает, что фильм имеет «сочно снятые кровавые сцены».
В отрицательной рецензии Flickering Myth критик отметил: «Некоторые истории просто не нужно рассказывать, и „Кожаное лицо“ — одна из них». Он заявил, что, хотя это и не было ненужной историей происхождения или пересказом того, что было раньше, фильм показался пустым и будет забыт. По мнению Screen International, фильм был снят скорее ради прибыли, чем ради желания, но, тем не менее, его качество было выше среднего для фильма франшизы. HeyUGuys предположил, что фильм оттолкнул потенциальных зрителей, предоставив то, чего не хотели фанаты, и будучи слишком жестоким для широкой аудитории. Уильям Биббиани из IGN назвал его худшим фильмом «Техасской резни бензопилой» за то, что он слишком предсказуем и ничего не добавляет к серии: «Честно говоря, создаётся впечатление, что режиссёры, снявшие „Кожаное лицо“, не смотрели оригинальные фильмы, а смотрели все фильмы, которые содрали с „Техасской резни бензопилой“». А по мнению кинокритика Роба Гонсалвеса, фильм наоборот был уважительным по отношению к предыдущим фильмам, но всё же оказался сродни фан-фильму, который не мог отклониться от того, что уже было раньше. Хизер Виксон из Daily Dead решила, что конечный продукт не может определиться, каким фильмом он хочет быть. Она задалась вопросом, почему фильм не захотел быть прямым продолжением ТРБ и разрушил третий акт, хотя в качестве положительных качеств назвала операторскую работу, практические эффекты и игру Лили Тейлор. Михаил Трофименков с газеты «Коммерсантъ» сказал, что «по сравнению с вот этой вот восьмой „Резнёй“ любая порнография — душеспасительное зрелище».

## Продолжение
До выхода «Техасской резни бензопилой: Кожаное лицо» у продюсеров были права на создание ещё шести фильмов «Техасская резня бензопилой». В апреле 2015 года продюсер Криста Кэмпбелл заявила, что судьба остальных фильмов будет во многом зависеть от финансового приёма и реакции фанатов на приквел 2017 года. Позже, в декабре 2017 года, Кэмпбелл уточнила, что Lionsgate и Millennium Films потеряли права из-за времени, которое потребовалось для выпуска фильма.
24 августа 2018 года сообщалось, что Legendary Pictures претендует на покупку прав на франшизу, интересуясь кино и телевидением. В 2019 году началась разработка нового фильма франшизы с Крисом Томасом Девлином и Федерико Альваресом в качестве сценариста и продюсера соответственно. Предполагается, что это будет прямое продолжение фильма 1974 года, не связанное с «Техасской резнёй бензопилой 3D» и «Кожаным лицом».

## Комментарии
1. ↑  Фильм является прямым продолжением к оригинальному фильму, однако, как подметил сценарист Федерико Альварес, не вычёркивает из канона события первых трёх сиквелов[8][9].